# Château de la Grangeasse
Le château de la Grangeasse est un édifice situé à Aurec-sur-Loire, en France.

## Localisation
Le château est situé sur le territoire de la commune d'Aurec-sur-Loire, dans le département  de la Haute-Loire, en région Auvergne-Rhône-Alpes.

## Description
L'édifice constitue un des rares exemples en Haute-Loire de château construit au XVIIIe siècle et entouré d'un ensemble complet de dépendances agricoles et d'un parc boisé. Même s'il a fait l'objet de certains aménagements au XIXe siècle, il a conservé l'intégralité de ses ornements intérieurs du XVIIIe siècle (boiseries, stucs et dessus de portes peints).

## Historique
Le château a été habité par l'archéologue, naturaliste et historien, Hector du Lac de la Tour d'Aurec puis par le général Waldeck Boudinhon,,.
Le château est inscrit au titre des monuments historiques par arrêté du 13 février 1995.